# Стасюк Олеся Олександрівна
Стасюк Олеся Олександрівна (нар. 8 серпня 1980 року, Вінницька область) — український науковець, етнолог, історик, доктор історичних наук, дослідниця Голодомору 1932—1933.
Голова Національної асоціації дослідників Голодомору-геноциду українців, заслужений працівник культури України.

## Освіта
2004 - отримала вищу освіту на музичному факультеті у Вінницькому педагогічному університеті ім. Михайла Коцюбинського. В подальшому закінчила аспірантуру в Київському національному університеті ім. Тараса Шевченка. 
У 2007 захистила кандидатську дисертацію за темою: «Деформація традиційної культури українців в кінці 20-х — на початку 30-х років ХХ ст.» . 
У 2021 році захистила докторську дисертацію: «Інститут уповноважених у здійсненні Голодомору-геноциду 1932—1933 років в УСРР» в Університеті Григорія Сковороди в Переяславі.

## Тема Голодомору
Темою Голодомору займається упродовж 20 років. Була куратором низки міжнародних виставок. Одна з них — «Страчені голодом: невідомий геноцид українців», яка експонувалася в 50 країнах. Презентована у парламенті Євросоюзу у Брюсселі, Червоному Хресті, штаб-квартирі ООН (Женева), Білому домі (Вашингтон). 
Авторка понад 40 наукових статей та видань .
За її керівництва Музей Голодомору встановив Національний рекорд України (аудіогіди музею на 33 мовах світу).
Нагороджена :
- Хрестом доблесті ІІ ступеня Служби Безпеки України;
- медаллю «Відзнака Ради національної безпеки і оборони України ІІІ ступеня» за особистий внесок у справу гарантування національної безпеки й оборони України;
- подякою прем'єр-міністра України за вагомий особистий внесок у забезпечення розвитку музейної справи, багаторічну сумлінну працю та високий професіоналізм (2021);
- «Медаллю Ґарета Джонса», яку за рішенням вченої ради вручає Інститут журналістики КНУ ім.Тараса Шевченка за вагомий внесок у дослідження Голодомору (2021).

Монографію «Геноцид українців: деформація народної культури» (2008 р.) Олеся Стасюк презентувала в штаб-квартирі ООН (Нью-Йорк, США).

## Громадська діяльність

24 листопада 2018 року. Національний музей Голодомору-геноциду. Олеся Стасюк та Miroslav Nizio біля макету ІІ черги Музею Голодомору.

Як громадська діячка та дослідниця історії геноциду-Голодомору брала участь у міжнародних конференціях та круглих столах у таких країнах: Німеччина, Італія, Бельгія (Європарламент), Швейцарія, Литва, Чехія, Ліван, Ірландія, Франція, Польща, США, Канада та ін.
У 2013 році від імені Громадського комітету із вшанування пам'яті жертв Голодомору-геноциду в Україні була кураторкою Міжнародного форуму «Народ мій є! Народ мій завжди буде!».
Олеся Стасюк — упорядниця видання «Рафаель Лемкін: Радянський геноцид в Україні» (стаття 28 мовами). Головний редактор — канадський професор Роман Сербин. У 2015 році книга оголошена путінським режимом як екстремістська література[джерело?].
6 вересня 2022 року З'їздом асоціації обрана Головою Національної асоціації дослідників Голодомору-геноциду українців
Як генеральний директор Національного музею Голодомору-геноциду з проектом «Аудіогід для кожного» увійшла до списку «Національний реєстр рекордів» Книги рекордів України (2021). Екскурсія музеєм перекладена на 33 мови світу. 
За ініціативи Олесі Стасюк, Музей Голодомору у листопаді 2015 року здобув членство у Європейській платформі пам'яті та сумління. У 2019 році Олеся Стасюк представила Національний музей Голодомору-геноциду на зустрічі членів та партнерів «Європейської платформи пам'яті і сумління» у Тирані.
У 2018 році, за ініціативи Олесі Стасюк та підтримки Міністерства культури України, рішенням Кабінету міністрів України було створено перший в Україні Інститут дослідження Голодомору, філіал при музеї Голодомору.
Є редактором підготовленого Інститутом дослідження Голодомору Навчального посібника для вчителів з факультативного курсу «Голодомор 1932—1933 років — геноцид української нації» (2020).
Згідно рішення Міжнародної конференції «Голодомор 1932—1933 років: втрати української нації» (2016 р.), Олеся Стасюк у 2019 р. була вповноважена звернутися до Голови СБУ (на той час) Івана Баканова із заявою про відкриття кримінального провадження щодо виконавців Голодомору-геноциду. 8 жовтня 2019 року музей звернувся з відповідною заявою до СБУ з проханням розпочати досудове слідство щодо виконавців Голодомору-геноциду. Відповідно, 21 жовтня 2019 року, Служба Безпеки України розпочало слідство за статтею «Геноцид» (номер кримінального провадження 22019000000000309) та призначила експертизи, до яких залучила музей та інші установи. Результатом низки комплексних судових експертиз стало встановлення чисельності знищених комуністичним тоталітарним режимом 10 мільйонів 500 тисяч українців в роки Голодомору.

## Напрацювання в Національному музеї Голодомору-геноциду
З 2015 по 2022 рік — Олеся Стасюк була генеральним директором Національного музею «Меморіал пам'яті жертв голодоморів в Україні».
За результатами громадських обговорень, з 2015 року назва музею була змінена на Національний музей «Меморіал жертв Голодомору», а з 2019 року — Національний музей Голодомору-геноциду.
Впродовж 2015—2022 років під керівництвом Олесі Стасюк музеєм було підготовлено та презентовано понад 20 виставкових проектів. 
З 2019 року в музеї запрацював філіал Інституту дослідження Голодомору.

## Критика
У 2019 році Міністерство культури України достроково провело конкурс на посаду директора музею Голодомору, оскільки до влади прийшла команда В.Зеленського,що був обраний президентом України, а в Стасюк трудовий контракт закінчувався в 2020 році. Тодішній міністр культур України (2014-2019) Євген Нищук вирішив продовжити повноваження Стасюк, оскільки інших кандидатів не було.
На початку грудня 2021 року на сайті «Історична правда» Вахтанга Кіпіані з'явився відкритий лист-звернення до В.Зеленського, Д.Шмигаля, О.Данілова, О.Ткаченка, С.Шкарлета, Д.Кулебі, П.Ґрода, який підписало кілька сотень осіб, серед них історики та науковці, в якому було викладено критику Олесі Стасюк та очолюваного нею тоді Музею Голодомору-геноциду. У зверненні йшлося про те, що керівництво музею блокує академічну дискусію, та займається "агресивним просуванням наративів, які є деструктивними й шкідливими для України", а також "причетне до фальсифікацій даних щодо Голодомору-геноциду" з посиланням на нібито коректність досліджень Інституту демографії та соціальних досліджень ім.М.В. Птухи НАН України.
Після відкритого листа очолюване тоді О.Ткаченком Міністерство культури та інформаційної політики України, яке є органом управління Музею Голодомору-геноциду, оприлюднило публічну заяву в якій зазначено, що музей як науково-дослідна установа не може таврувати опонентів та оперувати оціночними судженнями.
В грудні 2021 року, напередодні захисту докторської дисертації, Олеся Стасюк була звинувачена істориком Віктором Брехуненком в академічній недоброчесності та наявності у дисертації плагіату.
В січні 2022 року антиплагіатна ініціатива «Дисергейт» в рамках громадської антипремії «Академічна негідність» присудила Олесі Стасюк ІІ місце у номінації «Фальсифікатор-2021».
У квітні 2023 року українське суспільно-політичне видання «Бабель» опублікувало розслідування щодо діяльності Олесі Стасюк на посаді. В статті зокрема Антон Дробович заявив, що вона завищила кількість жертв геноциду, а Леся Гасиджак, Анна Сокиріна, Віктор Брехуненко, Ірина Батирєва заявили що вона створила в закладі систему доносів та привласнювала собі частину премій співробітників.
В травні 2023 року Комітет з питань етики Національного агентства із забезпечення якості вищої освіти (НАЗЯВО) за скаргою істориків Геннадія Єфіменка, Геннадія Боряка, Лариси Якубової, Оксани Юркової заявив про порушення академічної доброчесності у вигляді академічного плагіату в дисертації Олесі Стасюк. В одному зі звітів Комітету з питань етики за результатами перевірки дисертації підтверджено посилання на сім російських наукових джерел.
27 червня 2023 року НАЗЯВО за поданням  Артюхова А.Є одноголосно ухвалило рішення звернутися до Міністерства освіти і науки України щодо позбавлення її наукового ступеня доктора історичних наук.
Олеся Стасюк оскаржила незаконні дії НАЗЯВО в суді і під час спілкування з адвокатами дослідниці з’ясувалося, що НАЗЯВО грубо порушило закони України, нормативно-правові акти КМУ, свої положення та кодекс академічної доброчесності.

## Відновлення на посаді генерального директора Національного музею Голодомору-геноциду
3 квітня 2023 року Коломийським міськрайонним судом Івано-Франківської області О. О. Стасюк було поновлено на посаді генерального директора Національного музею Голодомору-геноциду. Суд поновив її на посаді, оскільки «звільнення позивача проведено без достатніх правових підстав» та є проблеми з наказом про звільнення. По-перше, їх два — один із датою звільнення, інший — без неї, але тексти наказів ідентичні. По-друге, у наказах вказано, що Стасюк звільняють з огляду на статтю 5 закону про «Про організацію трудових відносин в умовах воєнного стану», але ця стаття дозволяє це зробити тільки наступного дня після виходу співробітника з відпустки. Тому звільнення Стасюк є передчасним та незаконним.. 
Проте, Міністерство культури та інформаційної політики України під керівництвом Олександра Ткаченка заявило, що оскаржуватиме рішення суду щодо поновлення Олесі Стасюк на посаді, з якої вона була звільнена . Поки справа перебуває в суді, рішення Коломийського міського суду не набрало чинності. Обовʼязки директорки виконує призначена тодішнім міністром культури України Олександром Ткаченком в липні 2022 року Леся Гасиджак .

## Нагороди та відзнаки
- Хрест доблесті ІІ ступеня СБУ [23].
- Медаль «Відзнака Ради національної безпеки і оборони України ІІІ ступеня» за особистий внесок у справу гарантування національної безпеки і оборони України та з нагоди Дня Незалежності України[24].
- Подяка Прем'єр-міністра України «За вагомий особистий внесок у забезпечення розвитку музейної справи, багаторічну сумлінну працю та високий професіоналізм» (2021 р.)[25].
- Спеціальна відзнака «Медаль Ґарета Джонса» Інституту журналістики КНУ ім. Т. Шевченка (2021 р.) [23].
- Звання: [[Заслужений працівник культури України|заслужений працівник культури України[джерело?]]]

## Публікації
Співупорядниця збірника документів «Розсекречена пам'ять. Голодомор в документах ГПУ-НКВД» з Галузевого державного архіву СБУ (К., 2007), статей з історії Голодомору.
- Стасюк О. «Геноцид українців: деформація народної культури» / монографія (Київ: ВД «Стилос», 2008).
- «Рафаель Лемкін: Радянський геноцид в Україні» (стаття 28 мовами). Упорядник О. Стасюк, Гол. редактор Р. Сербин (Київ: Майстерня книги, 2009).
- Стасюк О. «Нариси про Голодомор» (Київ, 2019).
- Навчальний посібник для вчителів з факультативного курсу «Голодомор 1932—1933 років — геноцид української нації» [за заг. ред. О. Стасюк]. — К., 2020—314 с.
- «Рафаель Лемкін: Радянський геноцид в Україні» (стаття 33 мовами). Упорядник О. Стасюк, Гол. редактор Р. Сербин (Київ, 2020);
- Стасюк О. О. Становлення, формування, діяльність тоталітарної інституції уповноважених в УСРР в роки Голодомору-геноциду: монографія / О. О. Стасюк. — Переяслав, (Київ.обл.): Домбровська Я. М., 2021. — 356 с.
- Геноцид українців 1932—1933 за матеріалами досудових розслідувань // Упор.: О. Петришин, М. Герасименко, О. Стасюк. — Київ: Видавництво Марка Мельника, 2021. — 520 с.
- Стасюк О. До історіографії проблеми дослідження ролі уповноважених і активістів у вчиненні Голодомору як злочину геноциду українців // Наукові праці Кам'янець-Подільського університету імені Івана Огієнка: історичні науки. Кам'янець-Подільський: Кам'янець-Подільський національний університет імені Івана Огієнка, 2021. Т31. С.46- 64.
- Стасюк О. Діяльність уповноважених та виконавців Голодомору-геноциду 1932—1933 рр: методологічний аспект// Український селянин. 2021 — Вип. 25. — С.111 — 114.
- Стасюк О. Методи роботи хлібозаготівельних бригад як спосіб вчинення злочину геноциду в Україні // Український селянин: зб. наукових праць / За ред. С. В. Корновенка. — Черкаси: Черкаський національний університет ім. Б. Хмельницького, 2020 — Вип. 24. — С.59 — 62.
- Стасюк О. Роль сільського активу у проведенні організаційно-масової роботи з хлібозаготівлі під час Голодомору-геноциду (на основі архівних матеріалів) //Українознавство: № 2(75), 2020. — С. 62-70.
- Стасюк О. Політико-ідеологічні передумови формування груп низових активістів як виконавців Голодомору-геноциду // Література та культура Полісся. Вип. 99. Серія «Історичні науки» № 13 / відп. ред.  і упор. Г. В. Самойленко. Ніжин: НДУ ім. Гоголя, 2020. — 37-51.
- Стасюк О. Перспективи меморалізації теми Голодомору в музейному просторі \\ Українознавство:№ 4(69), 2018. (DOI: https://doi.org/10.30840/2413-7065.4(69).2018.153849)
- Стасюк О. Сприйняття Голодомору-геноциду 1932—1933 рр. в незалежній Україні: політичні кроки та освітні уроки // Література та культура Полісся. Вип. 92. Серія «Історичні науки». № 10 / відп. ред.  і упор. Г. В. Самойленко. Ніжин: НДУ ім. Гоголя, 2018. — С. 214—231.
- Стасюк О. Вплив тривалого голодування на людину та трансгенераційні наслідки Голодомору-геноциду // Народна творчість та етнологія: № 4 (380) / [голов. ред. Г. Скрипник ]; НАНУ, ІМФЕ ім. М. Т. Рильського. Київ, 2019. — С. 16-23.
- Стасюк О. Український Голодомор-геноцид 1932—1933 рр. як новий наратив і колективна травма Європи // Гілея: науковий вісник. — К. : «Видавництво „Гілея“», 2019. — Вип. 142 (№ 3). Ч.1. Історичні науки. — С. 78-81.
- Стасюк О.  Владно-партійна вертикаль ВКП(б) та КП(б) У в період Голодомору-геноциду українців. Народна творчість та етнологія, № 5/6 (387/388) / [гол. ред. Г. Скрипник] ; НАНУ, ІМФЕ ім. М. Т. Рильського. Київ, 2020. — с. 75-83.
- Стасюк О. Проблема оцінки демографічних втрат України внаслідок Голодомору-геноциду у контексті деяких новітніх досліджень// Гілея: науковий вісник. — К.: "Видавництво «Гілея», 2020, — Вип. 156 (№ 5).   С.118-123.
- Стасюк О. Партійні документи як доказ організації злочину геноциду українців 1932—1933 рр. // Гілея: науковий вісник. — К.: "Видавництво «Гілея», 2020, — Вип. 157 (№ 6-9). Ч.1. Історичні науки.-  С.124-130.
- Стасюк О. Діяльність В. Молотова  як уповноваженого під час Голодомору-геноциду 1932—1933 рр.// З архівів ВУЧК-ГПУ-НКВД-КГБ № 1 (55) 2021 р. — С.142-162.
- Стасюк О. Феномен «уповноваженого» в умовах Голодомору-геноциду // З архівів ВУЧК-ГПУ-НКВД-КГБ № 2 (56) 2021 р. — С.5-24.
- Стасюк О. Діяльність уповноважених та активістів у ході організації Голодомору-геноциду на Київщині та Чернігівщині у 1932—1933 роках// Старожитності Лукомор'я. 2021 — № 5 (8). — С. 81-91.
- Стасюк О. Перша колективізація у Прикарпатті (1939—1941) // Етнічна історія народів Європи: збірник наукових праць. Вип. 36. — К.: УНІСЕРВ, 2011. — С. 98-101.
- Стасюк О. Переваги та недоліки висвітлення теми Голодомору зарубіжними дослідниками // Народна творчість та етнологія: № 5 (375) / [гол. ред. Г. Скрипник ] НАНУ, ІМФЕ ім. М. Т. Рильського. Київ, 2018. — С. 28-39.
- Stasiuk, O. (2021) On the pepretrators list complilation of the Holodomor-Genocide of the Ukrainians: party-state nomenclature and employees repressive punitive bodies. Skhidnoievropeiskyi Istorychnyi Visnyk [East European Historical Bulletin], 18, 135—147. Doi: 10.24919/2519-058X.18.226549
- Olesia Stasiuk, Repressive-punitive activity of «troika» attached to the state political administration of the Ukrainians SSR in the context of the Ukrainians’ genocide // SKHID Vol. 2(2) July-August 2021. — P. 53-58.
- Стасюк О. Аналіз документів і матеріалів ЦК ВКП(б), ЦККП(б)У, що визначили окремі заходи та завдання впровадження механізму злочину геноциду у 1932—1933 рр.// Zaporizhzhia Historical Review 2021.Vol. 3-4 (55-56). — C. 388—396.
- Стасюк О. «Голодомор-геноцид» як категорія полідисциплінарного історичного дослідження подій 1932—1933 років в Україні // Етнічна історія народів Європи: збірник наукових праць. Вип. 56. — К., 2018. — С. 106—113.
- Стасюк О. Функціонування інституту уповноважених в УСРР на початку 1932 р.: визначення напряму, загальні рішення та іїх виконання через призму партійних документів // Наукові праці Кам'янець-Подільського університету імені Івана Огієнка: історичні науки. Кам'янець-Подільський: Кам'янець-Подільський національний університет імені Івана Огієнка, 2021. Т32. До 30-річчя проголошення державної незалежності України. С.52— 65.
- Маркова С., Стасюк О. Масовий штучний голод 1921—1923 рр.: суспільно-економічні наслідки легітимації комуністичного режиму в Україні //Українознавство. № 3(80). 2021 — С.114-129.
- Опубліковані праці апробаційного характеру:
- Стасюк О. Діяльність активістів і уповноважених з хлібозаготівель на Київщині та Чернігівщині в роки Голодомору -геноциду (за матеріалами районної преси 1932—1933 рр.) // Тоталітаризм як система знищення національної пам‘яті: збірник наукових праць за матеріалами всеукраїнської науково-практичної конференції з міжнародною участю 11-12 червня 2020 року /науковий редактор Тетяна Єщенко. — Львів: Друкарня Львівського національного медичного університету імені Данила Галицького, 2020. — С. 381—385.
- Стасюк О. Підгрунтя формування груп низових активістів — виконавців Голодомору-геноциду. Актуальні дослідження правової та історичної науки (випуск 22): Матеріали міжнародної науково-практичної інтернет- конференції / збірник тез доповідей: випуск 22 (м. Тернопіль, 14 травня 2020 р.) — Тернопіль. 2020. — С. 70-73.
- Стасюк О. Документи ЦДАГО України про роль та діяльність сільських активістів під час Голодомору-геноциду Актуальні дослідження правової та історичної науки (випуск 23): Матеріали міжнародної науково-практичної інтернет- конференції / збірник тез доповідей: випуск 23 (м. Тернопіль, 11 червня 2020 р.) — Тернопіль. 2020. — С. 65-68.
- Стасюк О. Діяльність виконавців злочину геноциду української нації на прикладі Ічнянського району Чернігівської області (кінець 1932 р. — початок 1933 р.). Актуальні дослідження правової та історичної науки (випуск 36): Матеріали міжнародної науково-практичної інтернет- конференції / збірник тез доповідей: випуск 36 (м. Тернопіль, 13 жовтня 2021 р.) — Тернопіль. 2021. — С. 24-26.
- Стасюк О. Методологічні проблеми вивчення інституту уповноважених  і виконавців Голодомору-геноциду української нації. Міждисциплінарні підходи у дослідженні Голодомору-геноциду: матеріали IV Міжнародної науково-практичної конференції (19 листопада 2020 р.). Житомир «Полісся», 2021. — С. 175—179.
- Стасюк О. Методи роботи хлібозаготівельних  бригад як спосіб вчинення злочину геноциду в Україні. Поділля в добу непу (1921—1928): зб. матеріалів ІІ Всеукраїнської наукової історико-краєзнавчої конференції (м. Хмельницький, 22 грудня 2020) / ред. кол. Л. В. Баженов. Хмельницький: ФОП Мельник А. А., 2021. — С. 214—217.
- Svetlana Markova, Olesia Stasiuk. Psychological and psychiatric consequences of the famine (Holodomor)-genocide. WPA Regional Congress 2021. Psychopathology in periods of transitions.- Kyiv, Ukraine, July, 7-9.2021 — C.42-43.
- Стасюк О. Соціальний портрет «уповноважених та виконавців» Голодомору (1932—1933 рр.).Здобутки та досягнення прикладних та фундаментальних наук ХХІ століття. Матеріали ІІ міжнародної наукової конференції (5 листопада 2021 р.) м. Рівне: «Європейська наукова платформа» Т.3 — С. 98-101.
- Стасюк О. Хлібозаготівельна кампанія у Вінницькій області (листопад 1932 р. — січень 1933 р.): злочинні дії виконавців. «Вінниччина: минуле та сьогодення» ХХХІІІ Всеукраїнська наукова історико-краєзнавча конференція до 30- річниці проголошення Акту незалежності України, до 100-річчя Професора І. Г. Шульги, 24 вересня 2021 р.
- Стасюк О. Ідеологічна передумова появи інституту уповноважених та виконавців. Міжнародна науково-практична конференція «Масовий штучний голод 1921—1923 рр.» до сотих роковин, 30 вересня 2021 р. Київ.
- Стасюк О. Уповноважені та виконавці Голодомору 1932—1933 рр. в усно-історичних свідченнях. Міжнародна науково-практична конференція «Актуальні проблеми науки, освіти та технологій: проблеми, тенденції, напрями». 2 листопада 2021 р. м. Полтава.
- «Масові штучні голоди: пам'ятаємо вшановуємо» (Матеріали міжнародного форуму 7 вересня 2021 р.) Ред. колегія: О. Стасюк, В. Сергійчук, В. Малько. -Харків: «ПРАВО», 2021.
- Геноцид українців 1932—1933 за матеріалами досудових розслідувань. Видання ІІ, доповнене // Упор.: О. Петришин, М. Герасименко, О. Стасюк. — Київ, Харків: «ПРАВО», 2022.
- Геноцид української нації 1932—1933/ 2022: свідчення. Упорядник О. Стасюк. (Переяслав, (Київ.обл.): Домбровська Я. М. 2022 р.)